# Lagenanthus princeps
Lagenanthus princeps là một loài thực vật có hoa trong họ Long đởm. Loài này được (Lindl.) Gilg mô tả khoa học đầu tiên năm 1895.